# Emin Özkara
Emin Özkara (Emirdag (Turkije), 11 april 1974) is een Belgisch politicus. Tot begin 2020 was hij lid van de PS, daarna was hij van 2023 tot 2025 politiek actief voor DéFI.

## Levensloop
Özkara is van Turkse afkomst. Hij behaalde in 1998 een graduaat in openbare werken en de bouw aan de kunsthogeschool Saint-Luc en werd beroepshalve assistent-ingenieur en architect voor de gemeentelijke administratie van de stad Brussel.
Bij de gemeenteraadsverkiezingen van oktober 2000 werd hij voor de Lijst van Burgemeester van Francis Duriau verkozen tot gemeenteraadslid van Schaarbeek. De lijst belandde echter in de oppositie. Begin 2002 sloot Özkara zich aan bij de PS en voor deze partij werd hij in 2006, 2012 en 2018 herkozen in de gemeenteraad.
In juni 2004 werd Özkara voor de PS tevens verkozen in het Brussels Hoofdstedelijk Parlement. Van 2004 tot 2009 was hij secretaris en van 2014 tot 2019 ondervoorzitter van deze assemblee. In het Brussels parlement was hij lid van de commissies Infrastructuur, Openbare Werken en Verkeerswezen (2004-2013), Leefmilieu, Natuurbehoud en Waterbeleid (2004-2008), Economische Zaken, Werkgelegenheidsbeleid en Wetenschappelijk Onderzoek (2013-2014), Economische Zaken en Tewerkstelling (2014-2019), Leefmilieu en Energie (2014-2020) en Territoriale Ontwikkeling (2015-2019).
In april 2019 nam hij afstand van het standpunt van zijn partij over een wetsvoorstel rond de regels van transparantie dat voorlag in het Brussels Parlement, dat hij in tegenstelling tot zijn partij niet ver genoeg vond gaan. Nadat er in zijn bureau in het parlement werd ingebroken en vandalisme werd gepleegd, beschuldigde hij zijn fractiegenoten van intimidatie en viel de gerechtelijke politie het kantoor van Özkara binnen om vingerafdrukken te nemen. Hierdoor leek er een breuk met zijn partij aan te komen. De PS wilde hem van de kieslijst voor de Brusselse gewestverkiezingen van 26 mei 2019 schrappen, maar dat was niet meer mogelijk omdat de kieslijsten al waren afgesloten. Niettemin werd hij bij deze verkiezingen herkozen als Brussels parlementslid. 
Korte tijd later diende het Brusselse PS-kopstuk Caroline Désir klacht tegen hem in bij de tuchtcommissie van de PS. Op 18 januari 2020 kondigde Özkara in een Facebookpost aan dat hij de partij verliet en zowel in het Brussels Parlement als de Schaarbeekse gemeenteraad als onafhankelijke ging zetelen. In september 2022 vervoegde Özkara de Lijst van de Burgemeester van Schaarbeek, die verbonden was aan de partij DéFI, en in september 2023 trad hij officieel toe tot deze partij.
Bij de Brusselse gewestverkiezingen van juni 2024 was Özkara kandidaat op de DéFI-lijst, maar hij raakte niet meer verkozen. Enkele maanden later, bij de gemeenteraadsverkiezingen van oktober 2024, werd hij voor de Lijst Burgemeester herkozen tot gemeenteraadslid van Schaarbeek. Na moeizame bestuursonderhandelingen werd in april 2025 een meerderheid gevormd met de Lijst Burgemeester, waarbij Özkara naast een schepenambt greep. Hij verliet daarop misnoegd DéFI, omdat er naar eigen zeggen amper plaats was voor diversiteit onder haar politiek personeel.